# Braune Fruchttauben
Die Braunen Fruchttauben (Phapitreron) sind eine Gattung der Taubenvögel. Die Anzahl der zu dieser Gattung gehörenden Taubenarten steigt durch neue Forschungen und molekularbiologische Untersuchungen ständig. Bei Rösler werden im Jahr 1996 nur zwei Arten zu den Braunen Fruchttauben gezählt, 2001 wurde von drei Arten ausgegangen. Alle Arten kommen ausschließlich auf den Philippinen vor.

## Eigenschaften
Das Gefieder der Braunen Fruchttauben ist überwiegend braun. Unter dem Auge verläuft ein auffälliger Farbstreif. Der Nacken schimmert metallisch. Es handelt sich bei allen Arten um baumbewohnende, überwiegend einzeln lebende Tauben, die in ihrer Lebensweise an Wald gebunden sind. Die Struktur des Verdauungstraktes legt eine Verwandtschaft mit den Grüntauben nahe.
Braune Fruchttauben haben sich vor nicht allzu langer Zeit in einzelne Arten aufgespaltet. In ihrem Verbreitungsgebiet nutzen sie jeweils andere ökologische Nischen. 

## Arten
Die folgenden sechs Arten gehören zu den Braunen Fruchttauben (Phapitreron):
Stand: August 2025
- Philippinen-Schwarzstrichtaube oder Ohrstreiftaube (Phapitreron leucotis)
- Cebutaube (Phapitreron frontalis)
- Amethysttaube (Phapitreron amethystina)
- Dunkelohrtaube oder Grauscheiteltaube (Phapitreron cinereiceps)
- Braunkopftaube (Phapitreron brunneiceps)
- Westvisayataube (Phapitreron maculipectus)